# 海王星特洛伊
海王星特洛伊（是類似特洛伊小行星的小行星）是與海王星有著相同的軌道與週期的小行星，至2007年3月已經被發現了6顆。這六顆小行星是(612243)_2001_QR322, 385571_Otrera (2004 UP10), 2005_TN53, 385695_Clete  (2005 TO74), (613490)_2006_RJ103和(309239)_2007_RW10，它們的位置在海王星軌道的L4 拉格朗日點上，是在海王星前方60°的細長弧形區域。
2005_TN53是在較高的傾角（>25°）上被發現的，因此強烈的建議特洛伊是較厚的雲帶，同時也認為較大的（半徑≈ 100 公里）海王星特洛伊數量會超過木星特洛伊小行星的數量級。
如果未來能在軌道後方60°的L5上發現海王星特洛伊，也許有可能讓計畫在2014年探測冥王星與柯伊伯带天體的新視野號太空船也穿越此一區域探測一下。
L4:
- (612243)_2001_QR322（英语：(612243)_2001_QR322）
- 385571_Otrera（英语：385571_Otrera） (2004 UP10)
- 2005_TN53（英语：2005_TN53）
- 385695_Clete  (2005 TO74)
- (613490)_2006_RJ103（英语：(613490)_2006_RJ103）
- (527604)_2007_VL305（英语：(527604)_2007_VL305）

L5:
- 2004_KV18（英语：2004_KV18）
- 2008_LC18（英语：2008_LC18）
- 2011_HM102（英语：2011_HM102）

候選者：
- (613100)_2005_TN74（英语：(613100)_2005_TN74）、(309239)_2007_RW10（英语：(309239)_2007_RW10）
- 已知的海王星特洛伊小行星共有22颗[6]，但是科学家预计实际存在的海王星特洛伊小行星的数目可能要比木星特洛伊小行星多一个数量级。

相对于海王星，六个海王星特洛伊的轨道动画，位于海王星，週期等於 海王星 的軌道周期

## 註解和參考資料
1. ↑  385695_Clete  (2005 TO74), listed earlier as a Neptune Trojan, proved to be a scattered disk object.
2. ↑  List Of Neptune Trojans (March 8, 2007) （页面存档备份，存于） at cfa-www.harvard.edu/iau/.
3. ↑  S. Sheppard and C. Trujillo "A Thick Cloud of Neptune Trojans and Their Colors" (2006) Science 313, pp. 511-514 的存檔，存档日期2008-05-11.
4. ↑  E. I. Chiang and Y. Lithwick
Neptune Trojans as a Testbed for Planet Formation, 
The Astrophysical Journal, 628, pp. 520–532 Preprint （页面存档备份，存于）
5. ↑  .   [2007-12-30]. （原始内容存档于2012-07-04）.
6. ↑  .   [2007-08-31]. （原始内容存档于2008-05-11）.